# Ernst Sattler (Politiker)
Ernst Sattler (geboren 16. Februar 1892 in Karlsbad, Österreich-Ungarn; gestorben 17. April 1950 in London) war ein sudetendeutscher politischer Funktionär (DSAP).

## Leben
Sattler erlernte den kaufmännischen Beruf. Seit etwa 1916 war er Leiter einer Volksbuchhandlung in Karlsbad, Eger. Seit den 1920er Jahren stand er im Dienst der Deutschen Sozialdemokratischen Partei in der Tschechoslowakei (DSAP), zu deren Parteivorstand er schließlich auch gehörte.
Sattler war Mitbegründer und langjähriger Leiter des parteieigenen Verlages der DSAP, dem Graphia-Verlag. Am Sitz des Graphia-Verlages in der Karlsbader Invalidenstraße besorgte er den Druck von Parteierzeugnissen wie der Tageszeitung Volkswille und betrieb außerdem eine Volksbuchhandlung, über die er parteinahe Publikationen verkaufte. Außer Parteierzeugnissen druckte Sattlers Verlag auch in beträchtlichem Umfang fremde Aufträge für die Akzidenzdruckerei. Dies brachte es mit sich, dass Druckerei und Verlag sich schnell entwickelten.
Nach der Machtergreifung der Nationalsozialisten und der Etablierung der Exil-Organisation (SOPADE) der in Deutschland im Sommer 1933 verbotenen SPD in der Tschechoslowakei übernahm der von Sattler geleitete Graphia-Verlag die Herausgabe und Produktion der Publikationen der Exil-Partei: Ab 1933 wurden monatlich ein oder zwei Ausgaben des Neuen Vorwärts, des offiziellen Organs der Exil-SPD in Karlsbad hergestellt, wobei Sattler als Herausgeber fungierte und zum Teil auch als verantwortlicher Redakteur zeichnete (z. T. tat dies auch Wenzel Horn). Der in der Tschechoslowakei verlegte Neue Vorwärts ersetzte dabei die in Deutschland verbotene traditionelle Parteizeitung der SPD, den Vorwärts. In der Sache war Sattler vor allem für die finanzielle Leitung des Graphia-Verlages und seiner Zeitungen und nur in geringem Maße für den journalistischen Inhalt verantwortlich. Zudem war Sattler ab 1933 auch Geschäftsführer des SDAP-Organs Volkswille.
Aufgrund der sozialdemokratischen Ausrichtung des Neuen Vorwärts und des Volkswillens geriet Sattler bald ins Visier der polizeilichen Überwachungsorgane der NS-Diktatur: So wurde Sattler bereits in einem Bericht der Gestapoleitstelle Dresden vom 9. Dezember 1936 als wichtige Zielperson eingestuft, während der von ihm geleitete Verlag als „das größte und leistungsfähigste marxistische Unternehmen im sudetendeutschen Sprachgebiet“ bezeichnet wurde. Der Personalumfang von Verlag und Druckerei wurde auf rund 200 Mitarbeiter geschätzt.
Infolge der deutschen Zerschlagung der Tschechoslowakei ab Herbst 1938 ging Sattler als Emigrant nach Großbritannien.
Von den nationalsozialistischen Polizeiorganen wurde Sattler Ende der 1930er Jahre als Staatsfeind eingestuft: Im Frühjahr 1940 setzte das Reichssicherheitshauptamt in Berlin ihn auf die Sonderfahndungsliste G.B., ein Verzeichnis von Personen, die im Falle einer erfolgreichen deutschen Invasion Großbritanniens durch die Sonderkommandos der SS-Einsatzgruppen mit besonderer Priorität ausfindig gemacht und verhaftet werden sollten.